# جسی کیت
جسی کیت (انگلیسی: Jessie Kite; ۱۷ مهٔ ۱۸۹۲ – ۱ مهٔ ۱۹۵۸) ژیمناست هنری زن اهل بریتانیا بود.